# José Marfil Peralta
José Marfil Peralta (Rincón de la Victoria, 9 de febrero de 1921-Maureillas-las-Illas, 7 de junio de 2018) fue un militar y escritor español, combatiente de la Segunda Guerra Mundial. 

## Biografía
Capturado durante la batalla de Dunkerque en la que participaba como parte de las tropas francesas, fue recluido en el campo de prisioneros de Żagań, desde el cual fue trasladado al Campo de concentración de Mauthausen-Gusen el 25 de enero de 1941, permaneciendo en él hasta su liberación, el 5 de mayo de 1945. 
Fruto de sus experiencias como prisionero, Marfil escribió la autobiografía Yo sobreviví al infierno nazi. Tras su liberación, continuó su vida en el exilio francés hasta su fallecimiento en 2018.
Fue incinerado por su expreso deseo.